# Susann König
Susanna König (ur. 16 maja 1987 w Dippoldiswalde) – niemiecka biathlonistka, dwukrotna mistrzyni świata juniorów, mistrzyni Europy.
König karierę biathlonową rozpoczęła w 1995. Dziesięć lat później po raz pierwszy wystąpiła w międzynarodowych zawodach najwyższej rangi. Na mistrzostwach świata juniorów w Kontiolahti zajęła szóste miejsce w sprincie oraz piąte w biegu pościgowym. Rok później na mistrzostwach Europy w Langdorf była dziewiąta w biegu indywidualnym, 23 w sprincie, 13 w biegu pościgowym oraz wywalczyła złoty medal w sztafecie. W 2008 na mistrzostwach świata juniorów zdobyła dwa złote medale (bieg indywidualny oraz sztafeta), a także wywalczyła tytuł wicemistrzyni świata w sprincie.

## Osiągnięcia

### Mistrzostwa świata juniorów
| 2005 Kontiolahti (Finlandia) | 6. miejsce (SP), 5. miejsce (PU)                                   |
| 2007 Martello (Włochy)       | 14. miejsce (SP), 15. miejsce (PU)                                 |
| 2008 Ruhpolding (Niemcy)     | 1. miejsce (IN), 2. miejsce (SP), 6. miejsce (PU), 1. miejsce (RL) |

### Mistrzostwa Europy
| 2006 Langdorf-Arberse (Niemcy) | 9. miejsce (IN), 23. miejsce (SP), 13. miejsce (PU), 1. miejsce (RL) |

### Puchar IBU

#### Miejsca w klasyfikacji generalnej
| Sezon     | Miejsce |
| --------- | ------- |
| 2007/2008 | 143     |
| 2008/2009 | 7       |
| 2009/2010 | 21      |

#### Miejsca na podium chronologicznie
| Lp. | Dzień       | Rok  | Miejscowość          | Konkurencja             | Lokata | Pudła   | Czas biegu  | Strata      | Zwycięzca        |
| --- | ----------- | ---- | -------------------- | ----------------------- | ------ | ------- | ----------- | ----------- | ---------------- |
| 1.  | 17 stycznia | 2009 | Nové Město na Moravě | Bieg pościgowy na 10 km | 3.     | 0+0+3+1 | 33:50.3 min | +1:58.0 min | Natalja Sokołowa |